# スキン賭博
コンピュータゲームにおいてスキン賭博（スキンとばく、英語: skin gambling）は主にゲームプレイに直接的な影響を与えない「スキン」などのコスメ（化粧）用の仮想アイテムをプロの試合または他の運の要素が大きいゲーム（games of chance）の結果に賭けるための仮想通貨として使用することを指す。それは主にValve Corporationのゲーム『Counter-Strike: Global Offensive』のプレイヤーコミュニティ内で起きているが、その慣習は他のゲームコミュニティでも存在している。Valveはまた、プレイヤーのSteamインベントリにあるスキンの取引や売買をリアルマネーもしくはデジタル通貨で行えるサードパーティとのインターフェース接続が可能なSteamマーケットプレイスを運営しているが、Valve自体は賭博の慣習を非難しており、そのような行為はSteamのサービス規約に違反している。
Valveは2013年にCounter-Strike: Global Offensiveのアップデートの一部としてランダムのスキン報酬を追加し、プレイヤーがそれらを他のプレイヤーとのトレードやプレイヤーコミュニティと同作のSteamマーケットプレイスの両方を活気づけるために使われると考えていた。ValveがSteamマーケットプレイスに設定した価格制限を回避して高値取引を行えるように支援しユーザーがスキンの現金価値を受け取れるようにしたウェブサイトが数多く制作された。これらのサイトの一部は後にプロの試合や運の要素が大きいゲームの結果にそれらのスキンを賭けられる機能を追加しており、2016年には約50億ドルの仮想グッズが扱われたと推定されている。スポーツ試合における賭博、未成年者賭博、非開示の宣伝、結果の操作（八百長）に関連した倫理的・法的問題が原因でこれらのサイトはValveと様々なコンピュータゲームの配信者と共に綿密な調査の対象となっている。そのような非倫理的行為の証拠が2016年6月に発見され、翌月にこれらのサイトとValveに対し2件の正式な訴訟が提起された。Valveは後に賭博を可能にする目的でSteamのインターフェースを利用しているそれらのサイトを止めるための対策を講じたことでサイトの約半数の閉鎖につながったが、スキン賭博の地下経済への移行が更に進むことになった。

## 『Counter-Strike: Global Offensive』
『Counter-Strike: Global Offensive』（Global Offensive、CS:GO）はValve CorportationとHidden Path Entertainmentが開発し2012年に発売したチームベースのファーストパーソン・シューティングゲームである。作品自体は1999年に開発された『Counter-Strike』のmod上に構築されたスタンドアロンのゲームであり、後にValveのゲームシリーズに組み込まれた。ゲーム内でプレイヤーはテロリストまたは対テロリスト役を担い、各チームは敵対勢力から壊滅させられるか試合の時間制限に到達する前に達成する独自の目標を持っている。例えば、テロリストチームは特定の場所に爆弾を設置してそれを守らなければならず対テロチームは爆弾を設置される前にテロリストを排除する必要があり爆弾が設置された後は解除を行わなければならない。

### 仮想通貨としてのスキン
2013年8月の「Arms Deal」アップデートの導入で「スキン（Skins）」と呼ばれるコスメ用アイテムがゲームのパーソナルコンピュータ版に追加された。デベロッパーは武器スキンに至るまでに他の種類のカスタムドロップを検討していたが、Global Offensiveは一人称視点のシューティングゲームであり、プレイヤーは自身のカスタマイズを見ることはないためプレイヤースキンは除外され、ゲームバランスが崩れるのを懸念して新武器も同様に除外された。『Team Fortress 2』に使用したモデルに従い、Valveはプレイヤーが試合をプレイするにつれてSteam（Valveのソフトウェア配信ストアクライアント）内のユーザーインベントリに保存されるランダムのスキンドロップの報酬を受け取ることができるようにした。期間限定の「souvenir（お土産）」スキンはGlobal Offensiveの競争試合をゲーム内で、またはSteamアカウントに紐付けしたTwitch.tvのアカウントを通じて視聴すれば獲得することもできた。『Team Fortress 2』とは異なり、Global Offensiveのスキンはゲームプレイに直接的な影響を及ぼさず、プレイヤーの武器の外観に影響するのみであった。特定のゲーム内武器に固有のスキンはゲームをプレイまたはゲーム内報酬で付与されるランダムのゲーム内ドロップからプレイヤーが（そのアイテムを）獲得できる頻度によって決まる希少性や銃のどの程度使い古されたように見えるかに関連した外観品質を含む様々な特徴が与えられる。
これらのスキンは『Global Offensive』『Counter-Strike v1.6』および『Counter-Strike: Source』間で分割されていたコミュニティのプレイヤーの規模を統一・増加させるために追加された。ValveのKyle Davisによれば、Global Offensiveへのスキンの導入はSteamマーケットプレイスで他者とトレードに使える無料の仮想アイテムをゲームをプレイするだけで付与してマーケットプレイスの独自経済を強化することでより多くのプレイヤーに対しゲームを奨励するためであった。Arms Dealアップデートで聴衆が再びゲームに戻ってくるようになり、リリース後約7か月間の平均プレイヤー数が前年比6倍に増加した。
当初Valveは一部のマップで隠れやすくするためにより望ましいカモフラージュのように見えるスキンを検討していたが、コミュニティの関心は武器をペイントボール銃のようにする明るくカラフルなスキンに関心がよりよせられていることを発見した。スキンが一種のトロフィーであると見なされ他のプレイヤーに自分達がどれほど真剣なプレイヤーかを見せつけることができることからスキンの追加は熟練したプレイヤーにとってゲームをより魅力的にするものだった。Valveのゲイブ・ニューウェルCEOはスキンの提供はプレイヤーがゲームのプレイをやめた後でもゲームの名目上の価値を保つ「投資」だと説明したが、 この機能で制御できなくなる可能性がある要因について懸念していると述べた。
特定のスキンは希少性と他の品質によりプレイヤーからの需要が非常に高くなった。数千米ドルの価値を持つ特別なコスメ用ナイフなどの一部アイテムと共にスキンは仮想通貨の形態を取るようになった。この仮想通貨は未知のスキンを含む「武器ケース（weapon cases）」をゲームが提供することで更に影響を受けた。武器ケースはゲーム内ストアで2.49米ドルで販売されているキーを購入することでしか開けることが出来ず、ケース開梱で入手できる最も一般的なスキンはキーのコストよりはるかに価格が安いため、キーを購入し一般スキンを入手した場合プレイヤーは事実上金を失うことになる。このため、ケースもまたGlobal Offensive内の仮想通貨の一部となっている。
Global Offensiveはプレイヤーが仮想のゲーム内アイテムの売買やトレードを行える最初のコンピュータゲームではないが、Steamマーケットプレイスを通じたアクセスと転送の容易性により同作は仮想経済として成功を収めた。しかしながら、一部スキンの金額の上昇に伴いSteamマーケットプレイスは実行不可能となった。Steamマーケットプレイスは最大400米ドルまで販売でき、全ての取引にValveが徴収する15%の手数料がかかる。Steamマーケットプレイスを経由したトレードと購入には他者からスキンを購入するためにSteamウォレットに資金を追加する必要があり、その後売り主のウォレットに資金が送られるが資金を現実世界の金として引き出すことはできない（可能ならばValveが銀行として規制されるため）。スキンの価値がこれらの制限を超えて成長していくにつれて、Global Offensiveのスキンのトレードの管理を行う新たなウェブサイトが立ち上がり、それらのサイトではSteamWorksのアプリケーションプログラミングインタフェース（API）を用いてプレイヤーのインベントリとサイトを繋げる一方でユーザーがPayPalのような他のオンラインのバンキング/支払いサイトあるいはビットコインのようなデジタル通貨を用いることで更に多額の金の支払い/受取ができ、またValveの取引手数料の支払いの回避を可能にしている。

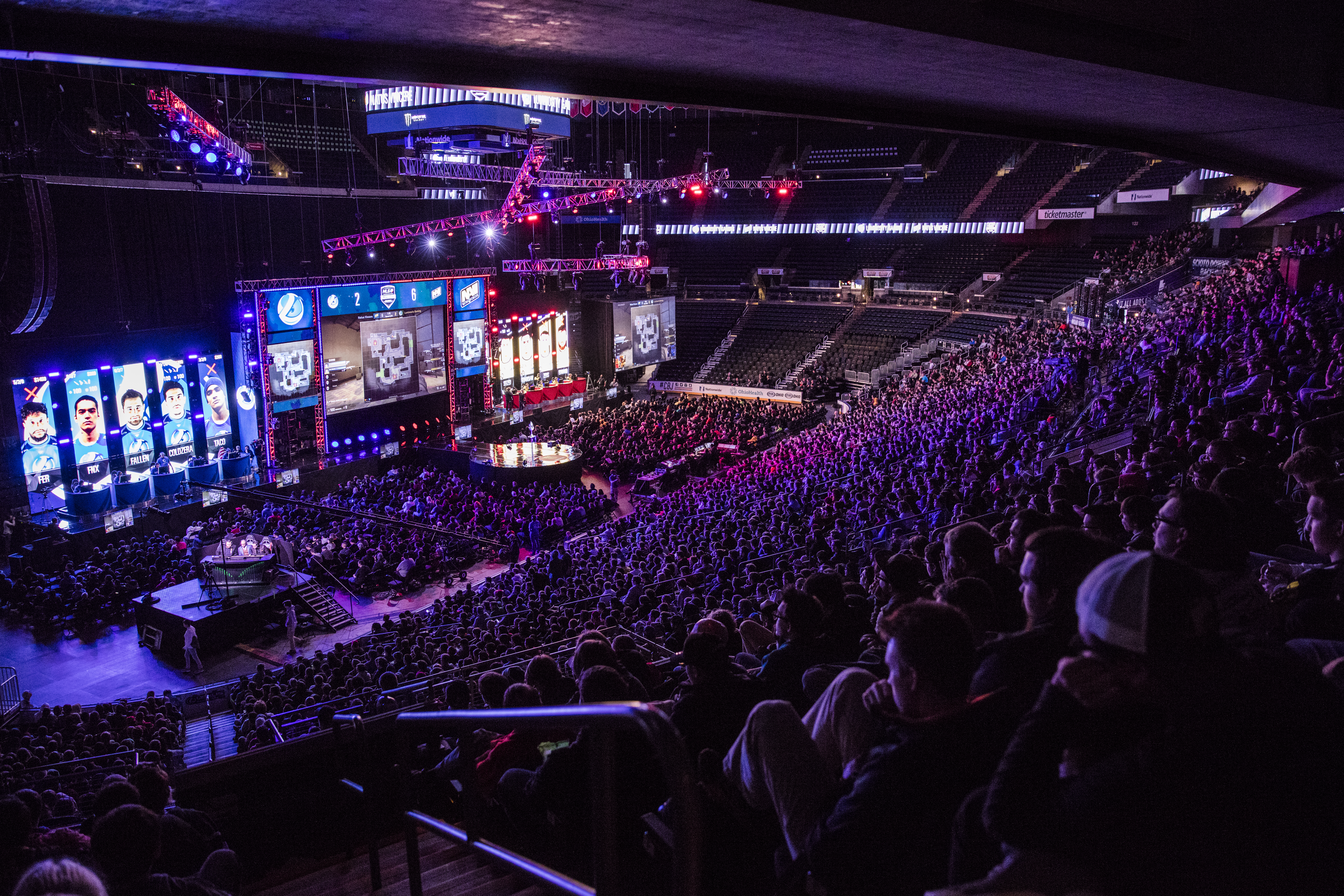
『Global Offensive』のスキン賭博は2016年のこのMajaor League Gamingイベントなどで同作がEスポーツとして人気を博していくにつれて成長していった

スキンの追加後Global Offensiveのプレイヤーコミュニティは急速に成長していき、Twitch.tvのような配信サービスの成長によりさらに成長を遂げた。Valveは独自大会のスポンサーを含むプロフェッショナルプレイ（Eスポーツ）に好ましいようにするGlobal Offensiveへの機能を売り込んだ。ランキング上位プレイヤーからいくつかのチームが生まれ、大会での観戦機会を作り出した。これは視聴者が試合を観戦するたけで「観戦客（spectator）」スキンを獲得できるようになったことでさらに高まっていった。2013年に最も視聴されたEスポーツの一つである『League of Legends』と比較してGlobal Offensiveは視聴者にとってわかりやすくついていきやすかったことで観客の視聴に魅力的なものとなった。Arms Dealアップデートの1年以内にプレイヤー数が大幅に好転し、主要なEスポーツになると見られた。2015年9月までに800万人以上のプレイヤーがGlobal Offensiveをプレイしており、2016年4月時点で同作はTwitch上で最も視聴される上位5つのゲームの一つになり、チャンピオンシップの試合中にピークの同時視聴者数52万5000人以上を記録した。2016年初頭にGlobal Offensiveはその年に最も成長するEスポーツになると見られていた2016年現在

### 賭博
EスポーツとしてのGlobal Offensiveの人気が視聴者の増加に伴い成長していくにつれて、試合に賭けたがるプレイヤーが出てくるようになった。アメリカ国外ではGlobal Offensiveのようなゲームの試合結果にユーザーが直接資金を賭けられるサイトがいくつか立ち上がっていた。Eスポーツを含むスポーツに現金を賭けることはヨーロッパの一部の国々と、2018年5月まで1992年プロアマ保護法（PASPA）により4州を除くアメリカ合衆国全土で禁止されていた。PASPAが違憲であると判示した「マーフィー対全米大学体育協会事件（Murphy v. National Collegiate Athletic Association）」での最高裁の判断により、Eスポーツを含むスポーツ賭博を州が自由に解禁できるようになった。アメリカの判例法はまた試合の結果に仮想アイテムを賭けることは合法であり、賭博法の対象外であると判断した。ブリザード・エンターテイメントやライアットゲームズのような企業はこれらの従前の判決の範囲内にとどまるようにリアルマネーと仮想通貨との間に強い描写を行う一方で完全に仮想の資金を用いて自社のゲーム内の試合に賭ける機能を提供している
Global Offensiveのスキン取引を支援するために制作されたウェブサイトの一部はスキンで賭博を行う仕組みの提供を開始しており、それらのサイトではリアルマネーの介在を避けているように見られていた。これらはプレイヤーがEスポーツの試合に賭けるためにスキンを使用できるようにしたサイトが始まりであり、プレイヤーは自身のSteamインベントリから一つ以上のスキンを賭けることになり、その後賭けたスキンは賭博サイトが管理するアカウントに移される。勝利時にはプレイヤーは移したスキンの返却および賭けに負けたプレイヤーが提供したスキンの分け前が与えられる。
時間の経過と共に、他のサイトはEスポーツ賭博を越えて拡大していき運の要素が大きいゲームへの賭博も提供し始めた。ジャックポット風のサイトが導入され、それらのサイトではユーザーは自身のスキンをポットに入れることができ、最後は1人の勝利で終わる。合計値が高いほどユーザーが勝利するチャンスは高まる。いくつかのサイトでは一つのコイントスの結果に賭けることで賭博性を減らした。一部サイトではまたスキンで購入できる未開梱の武器クレートを提供している。賭博機能との組み合わせで、プレイヤーは獲得したスキンをこれらのサイトを通じて現金価値での交換や更に賭博を行うために通貨でスキンを購入できる。これらの賭博サイトが成長を遂げた正確な時期は不明確であるが、Eilers & Krejcik GamingおよびNarus AdvisorsのアナリストのChris Groveは早ければ2015年8月にもEスポーツへの賭博にスキンが用いられるようになったと述べた。その当時は従来の運の要素が大きいゲームでのスキンの使用は容易には分からなかった。
これらのサイトは一般的にValveが規制を行っていないGlobal Offensiveスキンの周りに一種のブラックマーケットを作り出した。これらのスキン賭博サイトで処理された正確な金銭的価値は所有権が不透明なため計測するのは困難である。Eilers とNarusは2015年に23億ドル、2016年には50億ドルのスキンがEスポーツへの賭博に使用されたと推定し、マーケットが抑制されないままである場合に2020年までに200億ドル以上のスキンが賭けに用いられると予測した。2016年の間の50億ドルのスキンの内、20億ドルのみEスポーツ賭博に用いられ、残りは従来の運の要素が大きいゲームに使われたと推定した。一部個人は彼らのインベントリに数千万ドル相当のスキンを蓄積していると推定されている。Esports Betting Reportの推定ではGlobal Offensive の賭博の影響はスキン賭博に関連する視聴者数とプロモーションによりプロフェッショナルのEスポーツ全体から「8桁」の規模の金額が吸われていた。
いくつかの要因がGlobal Offensiveのスキン市場と賭博に関する懸念に繋がっていった。UCLAの賭博研究の共同ディレクターのTimothy Wayne Fongによれば、スキン賭博のメカニズムはゲーム内スキンをすぐに利用できることと獲得しやすく大きな報酬を稼ぐことができるため賭博の素因となるという。これはGlobal Offensiveのプレイヤー層の大部分を構成する若年プレイヤーに特に当てはまり、彼らは友人に見せびらかすためにユニークなスキンを入手しようという同調圧力によっても促進される可能性がある。
2016年にスキン賭博のウェブサイトに圧力がかけられるのに伴い、一部ではスキンを暗号通貨の一部として利用しようという動きがあり、2017年6月に暗号通貨「Skincoin（スキンコイン）」が誕生した。イーサリアムの裏付けがあるスキンコインは賭博サイト上でスキンを同コインに交換できるようにしており、その後コインを賭博またはスキンの購入に使用することができる。2017年にはユーザーが広告を視聴したり他のゲームでこれらのサイトの宣伝を行ったりするなどの「無償」の仕事を行うことでスキンを入手できるサイトが立ち上がった。合法にするためにこれらの無料スキンは賭博の側面はないがユーザーは後に他の賭博サイトにスキンを持ち込むことができた。

## 他のゲーム
スキン賭博とそれに関連する問題は大半がGlobal Offensiveのものであったが、他のゲームにおいても仮想グッズを用いた同様の賭博が行われていた。Valveのマルチプレイヤーオンラインバトルアリーナ（MOBA）ゲームの『Dota 2』はプレイアブルキャラクターのコスメ用の服装と武器の交換を仮想通貨として使用しており、これは両方ともGlobal Offensiveと同じまたは類似するサイトでEスポーツ賭博用にトレード・使用されている。それらのコスチューム要素のドロップはGlobal Offensiveよりもはるかに稀であることから、それらを巡る賭博の状況はGlobal Offensiveのスキン賭博のような深刻な状況だとみなされていないが、同じ倫理的・法的問題を抱えている。『Team Fortress 2』の仮想グッズも比較的規模は小さいが様々な賭博サイトで用いられている
エレクトロニック・アーツのFIFAシリーズのゲームでもプレイヤーがリアルマネーで購入した仮想コインを使い現実世界のFIFA選手をベースとしたチームを制作する『FIFA 2013』の「FIFA Ultimate Team」機能から同様のブラックマーケットと賭博サイトが存在するようになった。プレイヤーは仮想アスリートを別のアスリートと取引することができるが、コインと選手の裏側の仕組みはGlobal Offensiveのスキン賭博のように同じ方針で運営を行う第三者の賭博サイトへとつながっている。この種の賭博を提供するサイトが起訴された事例が少なくとも1件存在する。
大規模マルチプレイヤーゲーム『Eve Online』には開発企業のCCP Gamesではなくプレイヤーが主導するゲーム内経済はプレイヤー主導の経済のバランスを崩す仮想アイテム賭博の問題を抱えていた。特に、2016年の「World War Bee」と呼ばれるイベントにおいて多数のプレイヤーがプレイヤーが融資するカジノと協力して、ゲームの支配的なプレイヤーの派閥から支配権を奪取するために十分なゲーム内の富と資産を得た。紛争後、影響を受けた派閥のプレイヤーは未成年者が参加していた場合はヨーロッパの賭博法に抵触する可能性があるゲーム内カジノの潜在的な法的問題とそれらがCCPの構想を超えてゲームバランスにどの程度の影響を与えたかについて言及した。CCPはこれらのカジノと共に現実世界のファイナンスが関与する仮想アイテム賭博やゲームのサービス規約に違反する慣習も存在することを発見した。2016年10月、Eveをfree-to-playにすることを見越してCCPはソフトウェア利用許諾契約の規約を変更しゲーム内資産を用いたあらゆる賭博を禁止し、後に賭博スキームに関与したユーザーのアカウントのbanを行い現実の金銭価値で推定62万ドル相当のゲーム内通貨を事実上押収した。

## 問題と批判
スキン賭博はGlobal OffensiveのEスポーツとしての成功に大きく寄与したが、法的および倫理的問題を回避するために規制される必要があると一部で主張されている。スキン賭博に関する大半の議論と行動は2016年6月下旬にYouTubeユーザーの「HonorTheCall」が投稿した動画に起因している。HonorTheCall は彼の『Call of Duty』動画を通じた怪しげなGlobal Offensiveのプロモーションのいくつかの主張を観察しており、公開されている情報を検索する中である賭博サイトによる非倫理的な慣習の証拠を発見しこの動画に記録した。その後、いくつかのメディアが初期の証拠を取り上げ、この問題についてより深く報じた。
スキン賭博のウェブサイトは多くの悪意あるユーザーを呼び寄せている。ルーレットのようなウェブサイトが制作された時、ユーザーのために自動的に賭けると謳ったブラウザ拡張機能は実際にはスキンとコインを盗むように設計されたマルウェアだった。
仮想アイテムを用いる賭博はアメリカの判例法では容認される慣習に該当するが、Steamマーケットプレイスが可能にする仮想グッズと通貨間の流動性がスキン賭博がアメリカの法律で合法であるのかどうかとValveが責任を負うのかどうかを不明確にしている。2016年時点で違法賭博事業法（組織犯罪管理法の構成要素）、2006年違法インターネット賭博執行法、Federal Wire Actおよび1992年プロアマスポーツ保護法を含むアメリカの賭博法はEスポーツにおける仮想グッズの賭博を明確に対象としてこなかったが、仮想グッズを対象にする修正は容易だと主張されている。
更に、スキン賭博サイトのアクセスの容易性が未成年者の賭博を可能にしている。スキン販売のオンラインマーケットプレイスサイト「Skinxchange」の制作者Justin Carlsonは未成年者の賭博は大問題であり、子供が親のクレジットカードを使ってアイテムを購入したことを子供の両親に伝えるために電話をかけなければならなかったことが「幾度となく」あったと語った。Carlsonは未成年のユーザーが数百または数千ドルを賭け、賭博またはジャックポットサイトでその金を失うことになった事例に言及した。
多くのスキン賭博サイトはサイトを所有しているのが誰なのか明確に宣言しておらず、外国機関が運営を行っている可能性もあり透明性やプロモーションを含む問題につながっている。これらのサイトの一部は一部の国の法執行機関からの追及を逃れられる賭博の制限が無い外国に置かれている。2016年7月上旬、HonorTheCallが投稿した動画により賭博サイト「CSGO Lotto」が2人のYouTubeユーザー（トレバー・「TmarTn」・マーティンとトム・「シンジケート」・キャッセル）が所有しJosh "JoshOG" Beaverが支援していることを発見し、それらの誰も彼らの動画上においてこの関係を開示していなかったが、彼らの購読者に対しこのサイトを宣伝しており、宣伝の一部はGlobal Offensiveのスキンの形で対価が支払われていた。所有者達は法律の枠内で運営していると主張しているが、宣伝動画におけるこの慣習は連邦取引委員会（FTC）と対立すると認定された。Valveはその後SteamのサービスからCSGO Lottoをブロックしたが、数日後その措置を覆した。2017年9月、FTCが「ソーシャルメディアのインフルエンサー」との同委員会の最初の和解と呼ぶもののなかで、FTCはマーティンとキャッセルに対し今後の彼らの動画におけるあらゆるビジネスの繋がりを開示することを義務付け、違反すればさらなる抜本的な措置に直面するという合意を彼らと結び、合意は2017年12月に確定した。FTCはまた、この状況に照らしてソーシャルメディアに関連する製品の宣伝方法についてのガイドラインを更新した。マーティンとキャッセルの代理人の弁護士はCSGO lottoは賭博サイトに分類されるべきではなく、マクドナルドのモノポリーの宣伝方法と同様にスキンを持っていなくてもイベントの入場チケットがあればユーザーは参加可能であると述べた。
同様の例は他にも存在し、YouTubeユーザーのPsiSyndicateがウェブサイト「SteamLoto」を開示せずに宣伝し、その対価としてレアスキンが支払われた。ウェブサイト「CSGO Wild」はValveの停止通告書への対応としてサイトを閉鎖することを発表し、宣伝契約を結んだにもかかわらず動画上でこの宣伝についてこれまで明らかにしてこなかったFaZe Clanのメンバーがいることを明らかにした。この発表を受けて、FaZe Clanの少なくとも1人のメンバーが動画アーカイブを更新しCSGO Wildの宣伝に関するメッセージを追記した。
これらの賭博サイトのさらなる問題は一部のスキン賭博サイトとプレイヤーの間の八百長行為の主張である。ウェブサイト「CS:GO Diamonds」は試合結果をよりエキサイティングにしてサイトに視聴者を引き寄せるために少なくとも1人のプレイヤーに内部情報を提供していたことを認めた。2015年1月、主要な大会の最中にスキン賭博サイト「CS:GO Lounge」との関連で八百長を行った証拠が明らかになった後、Valveは同じチームのプロのGlobal Offensiveプレイヤー7人を追放した。更にValveはGlobal Offensiveのプロプレイヤーとイベント運営に対し「いかなる場合でもGlobal Offensiveの試合で賭けたり、大量のGlobal Offensiveのギャンブラーと付き合ったり、彼らのGlobal Offensiveの賭けに影響を及ぼし得る情報を他者に渡すようなことがあったりしてはならない」と警告し、そのような交流の疑いがあるだけでもプレイヤーを追放すると脅した。この発見にもかかわらず、CS:GO Loungeは運営を継続し同年の後半にプロのGlobal Offensiveチームのスポンサーシップを発表し合法性の疑問が提起された。

## 政府の対応
2016年10月5日、ワシントン州賭博委員会 （Valve本社がある州）は「企業のSteamプラットフォームを通じた賭博行為」目的のスキンの「転送許可の即時停止」を同社に命じ、遵守の通知を提出するために10月14日までの猶予を与えたが、さもなければ刑事罰を含み得る法的影響に直面する。委員会は2月にとりわけサードパーティのウェブサイトを有効にするSteam APIの使用に関連した問題を中心にした慣習の問題を巡りValveと連絡を取っていた。Valveの返答はそれらの賭博サイトには関与しておらず、州法に違反していないと再び主張し、更に賭博サイトが利用しているSteamサービス機能の大半は主に他のユーザーのために合法かつ受容できる慣習を促進するために設計されているとし、したがってサービスを合法的に利用している他のSteamアカウントの多くへ影響を与えずにそれらのサービスを直接閉鎖できないと主張した。Valveは州との協力の申し出を続け、賭博サイトに用いられているSteamアカウントを特定しソフトウェア利用規約違反のためにそれらのアカウントを閉鎖した。連邦取引委員会（FTC）はそれらの賭博サイトの宣伝を行うGlobal Offensiveプレイヤーの一部が適切な開示規則に違反しているかどうかを評価しているが、委員会は調査の公式声明を未だ出していない。
2016年にオーストラリアのNick Xenophon上院議員はGlobal OffensiveやDota 2のようなゲームおよびランダムまたは異なる価値（Global Offensiveの武器ケースのように）のアイテムを購入するために現実の通貨を用いるオプションがある仮想経済を伴うゲームを運の要素が大きいゲームに分類する立法案の提出を計画した。この提案法の下では、そのようなゲームは賭博法の下で規制され、明確な警告ラベルの貼付やプレイするための年齢要件を強制される可能性がある。Xenophon はそれらのゲームは「一つのことを主張する」が、「完全な賭博へと変貌しており、それ自体がとんでもなく誤解を招きかつ欺瞞的」だと考えていると述べた。国内の全ての賭博業務を監督するノルウェー賭博当局は2017年3月にいかなる形のスキン賭博も違法であるとみなし、国内のスキン賭博サイトの運営者に再び措置を講じる予定である。
マン島政府は2017年2月にライセンス条件を制定しオンライン賭博業者がスキンなどの仮想アイテムの賭博や預け入れ・引き出しをプレイヤーが行えるように許可できるようにした。これは全ての賭博が認証された乱数発生機（RNGs）を用いて行われた上で未成年者の参加禁止が確保される厳しい規制下で行われるものである。この措置は2016年の発見後スキン賭博市場を回復させる可能性があるものと見なされた。2017年8月、イギリスの賭博委員会はスキン賭博の調査を開始した。委員会は過去にFIFAゲーム関連の仮想グッズ賭博の宣伝を行ったイギリスのウェブサイトの2人のオーナーを違法賭博の宣伝、未成年賭博の奨励容疑での訴追を成功させている。2017年12月に委員会は、同国の11 - 16歳の子供の11%がスキン賭博に参加していたことを発見し、スキン賭博を可能にしているそれらのサイトに未成年者に対する保護がなされていなかったことが原因の一因だとする報告書を出した。委員会は刑事訴訟を起こす用意があるが未成年者の賭博規則を執行するために親とゲーム企業の助力が必要であると述べた。
2018年2月、デンマーク政府はSteamのデンマーク版を経由してアクセス可能なスキン賭博の大手6サイトへのアクセスをブロックした。デンマーク賭博当局とデンマークの電気通信事業者2社の間での裁判後ブロッキングが行われることになった。裁判所は指定されたスキン賭博サイトがデンマークのサイトで宣伝されているため、それらはデンマークの賭博当局からの許可を得なければならないと判示した。デンマークの電気通信事業者は当初は主要な場所でのサイトへのアクセスをブロックするように要求したデンマーク賭博当局に従うのを拒んだが訴訟で判決が下された。同じ訴訟でもスキン賭博に関与していない他の18の賭博サイトも禁止された。
2017年後半のルートボックスを巡る懸念に伴い、オランダの賭博規制当局はルートボックスを搭載したいくつかのゲームを審査した上でそれらがオランダの賭博法に違反していると判断し、2018年4月に未公表のいくつかのゲームのパブリッシャーに対して書簡を送り、ルートボックスを修正する8週間の猶予を与えた。従わなければ罰金または刑事責任に直面する恐れがあった。与えられた期限の2018年6月20日、Valveは賭博規制当局の命令に従うためGlobal OffensiveとDota 2のアイテムのトレードをオランダ国内のユーザーは行えないようにした。
2018年9月の「Gambling Regulators European Forum conference」の15のヨーロッパ諸国のメンバーとアメリカのワシントン州は「ゲームと賭博の間のラインの不明瞭性によってつくられたリスク」に対処するために共同で協力していくことを発表し、彼らの主な焦点はスキン賭博機能を提供するサードパーティのウェブサイトだった。

## 法的措置

### 訴訟
2016年6月、Valveはアメリカ・コネチカット州で住民のMichael John McLeodから訴えられた。訴訟ではValveと3つの取引サイト（「CSGO Diamonds」、「CSGO Lounge」および「OPSkins」）は、未成年者による潜在的賭博を含む「違法賭博」問題を「意図的に」作り出したと言及し、Valveはスキンという形で賭博用の通貨を提供するだけでなくそのようなスキンが獲得された時に結果として生じるトレードから利益を得ていると主張した。McLeodの弁護士は手続きが開始されればこれを集団訴訟として扱うことを求めている。
集団訴訟として提起された第2の訴訟はCSGO Lottoが発見された直後の2016年7月にフロリダの母親によってValve、マーティン、キャッセルおよびCSGO Lotto相手に開始された。この訴訟はValveは未成年者の賭博を可能にしマーティンやキャッセルなどのユーザーがこれを宣伝しており、これら全ては連邦のRICO法とフロリダの消費者保護法下では違法な活動とみなされると述べた。ESPNは訴訟における44人の原告の1人であり、12歳の時にスキン賭博中毒に陥り両親のクレジットカードと銀行口座を使ってスキンを購入していたElijah Ballardの話をまとめた。
両方の訴訟の主任弁護士Jasper Wardはプレイヤーがファンタジーチームに賭けられるようにしていたサイト「ドラフトキングス」と「ファンデュエル」の賭博問題の法的調査に現在関与していたことから訴訟を引き受けた。WardはValveは「それらは違法で規制されていないために、多くが10代の消費者に害を与えるオンライン賭博エコシステムを作り出しそれから利益を得ている」と語った。Wardは2016年7月6日のインタビューにおいてValveがどちらの訴訟に対しても回答を出していないことを指摘し、特にCSGO Lottoの禁止を解除したことに照らして企業の「公然の沈黙は不当である」と考えていた。
両方の訴訟の一部で裁判の一部を連邦巡回区控訴裁判所で審理する事が必要なRICO法違反行為があると主張された。第1の訴訟の裁判長は2016年10月に「賭博の損失はRICOの当事者適格における十分な事業または財産被害ではない」と主張し、訴訟のこの側面を退けるための被告らの動議を支持する判決を下した。Valveは2016年8月にその訴訟をシアトルの連邦裁判所に移すロビー活動に成功し、その後11月に法的根拠で裁判は却下された。原告団はシアトルのキング郡上級裁判所に訴訟を提起しようとしたが、Valveはまたこれを連邦裁判所へと移すロビー活動を行い、同様に裁判は却下された。ワシントンとイリノイで追加の原告が加わった原告団はシアトルの連邦裁判所で訴訟を起こした。新たな訴訟では主張の一部としてワシントン州賭博委員会の措置を盛り込んでいた。同様に、CSGO Lottoに他する第2の訴訟も同じRICO議論で連邦裁判所から棄却されCSGO Lottoが設立されたフロリダ州に再提出された。Wardはマーティンが訴訟が提起された頃にはアメリカからイギリスへ移住していたことで彼に対する法的措置を見出すことは困難になったと述べた。

### Valveなどの反応
上記の第2の訴訟の直後、Valveのエリック・ジョンソンは2016年7月13日のGamssutraへのレターにおいて、賭博を援助するためにSteamの機能性を利用するサードパーティのサイトに対し接続と使用方法がSteamの利用規定に違反するためそのような方法でのSteamの使用を中止するよう要求すると述べた。ジョンソンはまたValveはそれらのサイトとビジネス上の関係は無く、彼らがサービス規約違反を継続する場合法的措置を追求するとも述べた。2016年7月20日、Valveは同社のサービスを不適切に利用しているスキン賭博に関与しているとみなした23のサイトに対しいくつかの停止通告書を送付し、SteamworksのAPIの使用を中止するための10日間の猶予を与えた。1週間後、Valveは別の20のサイトに対しても同様の停止通告通知を出した。
同月にTwitch.tvはGlobal Offensiveの賭博サイトの描写または宣伝を行う配信はサードパーティのサービス規約に違反するコンテンツを描写する配信を禁じる同社のサービス規約に違反するとユーザーに警告した。結果としてTwitchは当時140万以上のフォロワーを抱えTwitchで最も視聴されていたGlobal OffensiveプレイヤーのJames Varga（「PhantomL0rd」としても知られる）をサービス規約に違反したとしてBANしたが、特定の理由から詳細について明確にしなかった。このbanはVargaのスキン賭博サイトとの繋がりが公開されたという未証明の主張の数日後に行われた。その直後、Vargaは彼のTwitch banと争うための法律顧問を得たと発表し、2018年2月にTwitchに対してbanによって自身の配信キャリアが影響を受けたことを理由とした金銭的損害賠償を求めた正式な訴訟を提起した。Twitchは2018年5月にVargaがサイトの利用規約に違反したと主張し、VargaがTwitchおよび同サイトのユーザーに生じさせた損害に対する補償的損害賠償を求めて対抗訴訟を提起した。
Valveの声明を受けて一部の賭博サイトは消失したり、アメリカ国民によるサイトの利用を出来なくしたりした他、CSGODoubleなど正式に閉鎖を発表した所もあった。Valveはそのようなサイトに転送したあらゆるスキンを自身のSteamインベントリに戻すべきであるとユーザーに警告し、影響を受けたいくつかのサイトは近い内にスキンを自動的に返却するとユーザーに約束した。サイトの「OPSkins」は声明の中で彼らは賭博サイトではなく、結果としてValveが彼らに対して行動を起こすことは予期していないと述べ、運営を継続している。「CSGO Lounge」は運営を行う予定の国々で法的な賭博ライセンスを取得する計画を発表し、それらのライセンスの国からのユーザーのアクセスを制限した。しかしながら、翌月にサイトは全ての仮想アイテム賭博を終了し、ユーザーに対しては彼らの仮想アイテムを回収する機会を提供する一方でEスポーツの総合エンターテイメントウェブサイトへと移行することを発表した。2017年1月までにValveからの連絡を受けたこれらのサイトの約半数しか閉鎖されず、その間に海外で設立されたサイトが増加していた。更に、新たなスキン賭博サイトは目立たないようにしていたことでスキン賭博は追跡がより困難な地下経済に更に移行することになった。ほぼ同じ時にValveはTeam  Fortress 2のアイテムを利用した賭博に参加するサイトとアカウントをブロックするために同様の措置を取ると発表した。
2018年3月、ValveはSteamのストアポリシーであるトレードで新たに入手したアイテムの7日間のクーリングオフを拡大しGlobal Offensiveスキンにも適用した。これはプレイヤー同士での公正なトレードを邪魔すること無くアイテムトレードの即時性に依存するスキン賭博およびトレードサイトをターゲットにするために意図的に行われたものだった。これはプレイヤー、とりわけ合法のコミュニティトレードサイトの運営者や視聴者にスキンを提供する配信者からの批判に遭い、Valveがこの決定を見直すように求める請願書10万人以上の署名活動が始まっている。その後、OPSkinsは7日の期間を事実上回避するためにボットを用いてトレード機能の一部を自動化するサイト「ExpressTrade」を立ち上げた。ValveはOPSkinsに対してSteamのサービス規約に違反しているためExpressTradeを閉鎖するよう要求し、OPSkinが行動を怠った場合ExpressTradeが使っているボットのアカウントを停止するという趣旨の停止通告書を送付した 。Redditのユーザーはこの閉鎖により200万ドル以上のスキンが失われたと推定し、その中には『PLAYERUNKNOWN'S BATTLEGROUNDS』（PUBG）のパブリッシャーのPUBG Corpが同作のスキンがスキン賭博に用いられているのを発見しスキン取引をロックした際の約100万ドルのスキンが含まれる。

## 影響
2016年6月 - 7月にスキン賭博についていくつかの問題が発覚したことによりEスポーツの重大な問題として賭博の性質を浮き彫りにした。いくつかのEスポーツゲームの開発企業Hi-Rez Studiosのトッド・ハリスはこれらの出来事はEスポーツがほとんど規制されてない時代が終わりパブリッシャーと大会運営者が賭博問題を少なくするために彼らのゲームにより厳しい制御を行う必要になる前兆であると考えた。『ロケットリーグ』の開発企業PsyonixはGlobal Offensiveのように同社のゲームに同様のルートドロップと取引システムを導入する計画を発表したが、Global Offensiveで生じている同様の賭博の状況を回避するために意図的にプレイヤーのインベントリを管理するSteamworks APIを利用しないことを選択した。『PlayerUnknown's Battlegrounds』（PUBG）リードデザイナーのブレンダン・グリーン（Brendan Greene）は2017年中頃までにValveがスキン賭博を心配することなくPUBGのコスメアイテムの取引・販売を管理するSteam marketplaceを利用するための十分な安全措置を導入したと考えていた。しかしながら、2017年11月までに合法か疑わしいPUBGのスキン賭博サイトが出現し始めた。PUBGの開発企業PUBG Corpはプレイヤーがシステムを未だに悪用していることを見つけたために2018年5月にSteam tradingを無効にした。
Eスポーツに賭ける欲求は存在し続けていることから、スキン賭博問題を回避するために金銭的価値を持たない完全な仮想通貨を用いるプログラムが開発されている。例えば、2016年9月にTwitchはロイヤリティプログラムのポイントとして機能する仮想通貨「Steam+」を同プラットフォームのユーザーに提供する計画を発表した。このポイントは配信を視聴することで獲得することができ、ユーザーはEスポーツの試合にポイントを賭けることができる。
スキン賭博の状況の存在が2016年中頃に発見された時、スキン賭博市場の経済の推定は落ちていたが、2017年初頭までに、それらのアナリストは彼らが予測していたほど下降しておらず、賭博サイトは引き続きオープンし成長を続けていることを発見し、彼らは法的問題が解決されない限り近い将来にこの市場が消えることを予想しなかった。2017年初頭に分析企業Naruscopeはスキン賭博の法的問題への意識が向上したとしても2016年中頃の推定200億ドルと比較して2020年までに129億ドル以上がスキン賭博で使われると推定した。GroveはValveにおけるスキン賭博の将来の多くを提供し、サードパーティのウェブサイトを可能にするSteam APIを制御している。Valveはこれらのウェブサイトを遮断するためにAPIを変更すると、それによって実行される可能性のある他の合法の活動にも影響を及ぼすことで、Valveによる直接の監督と監視なしに実施することは困難になると述べている。Valveに対する2件の訴訟が完全な審理になるのか不明であるため、この状況を解決するためのワシントン州賭博委員会の継続中の訴訟に注目が集まっている。